# Alseno
Alseno est une commune italienne de la province de Plaisance dans la région Émilie-Romagne.

## Lieux et monuments
- L'abbaye de Chiaravalle della Colomba, abbaye cistercienne fondée au XIIe siècle.

## Administration
| Période                                  | Période  | Identité       | Étiquette      | Qualité                 |
| ---------------------------------------- | -------- | -------------- | -------------- | ----------------------- |
| Les données manquantes sont à compléter. |          |                |                |                         |
| Juin 2009                                | En cours | Rosario Milano | sans étiquette | Educateur professionnel |

## Hameaux
La commune compte les Hameaux suivants : Castelnuovo Fogliani (it), Chiaravalle della Colomba, Cortina, Lusurasco.

## Communes limitrophes
Besenzone, Busseto, Castell'Arquato, Fidenza, Fiorenzuola d'Arda, Salsomaggiore Terme, Vernasca.

## Galerie

Galerie d'Alseno
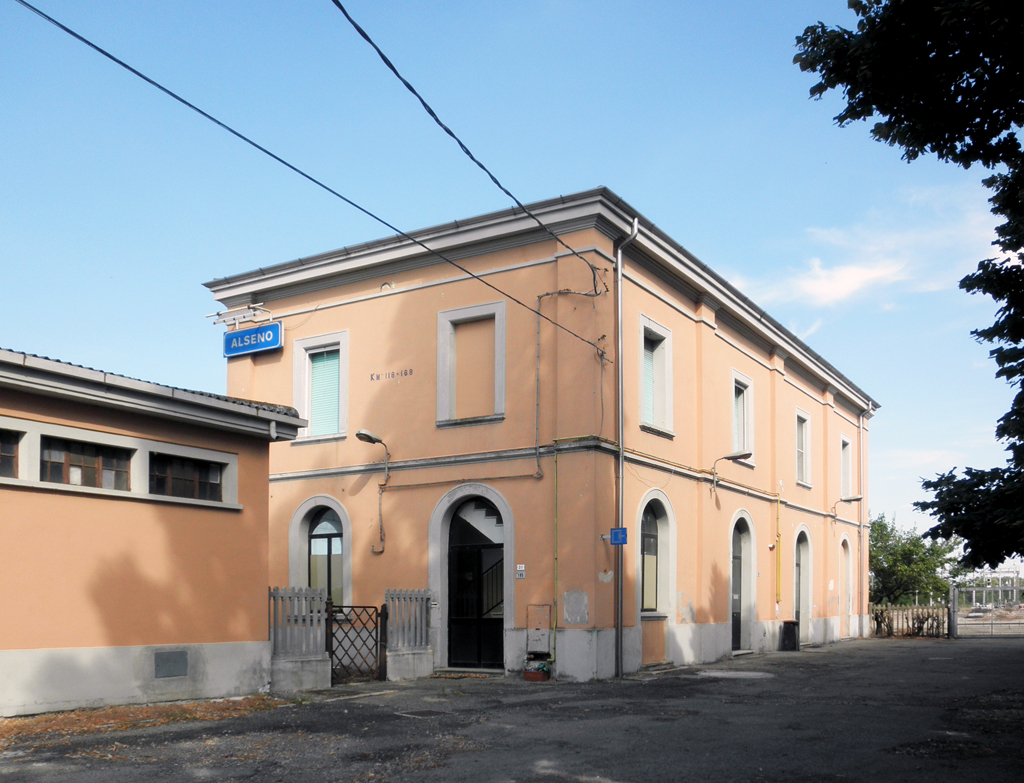
Gare Ferroviaire d'Alseno.